# 贝勒枫丹 (孚日省)
贝尔方丹（法語：Bellefontaine，法語發音：[bɛlfɔ̃tɛn] ⓘ）是法国大東部大區孚日省的一个市镇，属于埃皮纳勒区。

## 地名
“方丹”（Fontaines）意为“泉”。法语地名通名在“枫丹白露”（Fontainebleau）等少数拥有传统译名的地名中译作“枫丹”，不过在《世界地名翻译大辞典》、《世界地名译名词典》和《法国地图册》等主流地名译名类书籍资料中多译作“方丹”。

## 地理
贝尔方丹（48°0'47"N, 6°26'34"E）面积39.11 平方千米，位于法国大東部大區孚日省，该省份为法国东北部内陆省份，北起默兹省和默尔特-摩泽尔省，西接上马恩省，南至上索恩省和贝尔福地区省，东临上莱茵省和下莱茵省。
与贝尔方丹接壤的市镇（或旧市镇、城区）包括：普隆比耶尔莱班、拉翁欧布瓦、圣纳博尔、克塞蒂尼。
贝尔方丹的时区为UTC+01:00、UTC+02:00（夏令时）。

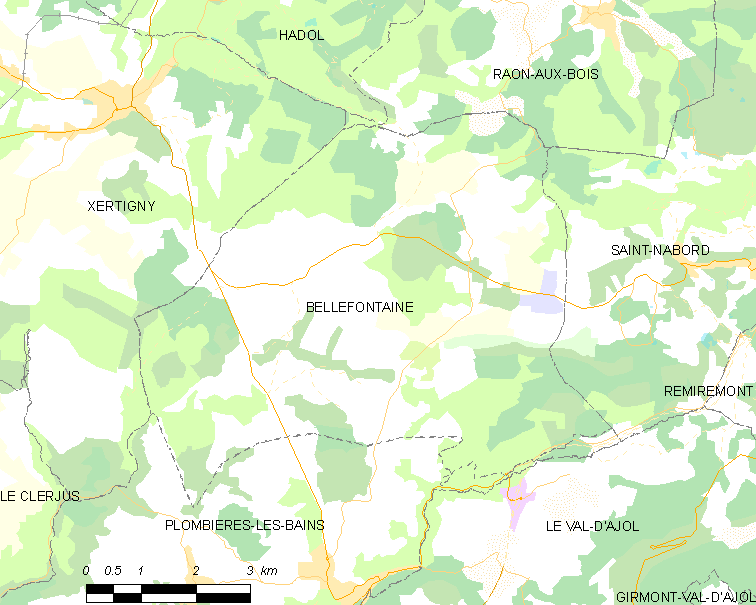
贝尔方丹的OSM定位图

## 行政
贝尔方丹的邮政编码为88370，INSEE市镇编码为88048。

## 政治
贝尔方丹所属的省级选区为勒瓦勒达若勒县。

## 人口

1962-2008年间贝尔方丹人口变化图示

贝尔方丹于2022年1月1日时的人口数量为959人。